# Text
Un text és un conjunt de paraules articulades que formen un discurs unitari, és una composició lingüística amb intenció de comunicar un missatge.
El mot prové del llatí textum, derivat del verb texere i significa teixit. En sentit estricte aquesta composició pertany a la llengua escrita, però el seu significat s'ha estès, gràcies a la semiòtica, a qualsevol unitat que transmet un significat. Per això es pot parlar de textos orals o de costums i tradicions que actuen com a textos, en el sentit que poden ser llegits —interpretats— per algú altre i que vehiculen un missatge.

## Propietats d'un text ben format
Un text ben format ha de tenir coherència, cohesió, adequació i presentació de manera que existeixi una unitat temàtica i d'estil que ajudi a la comprensió per part del receptor.

### Cohesió
Implica la correcta relació entre les diferents parts del text. Compleix normes sintàctiques, gramaticals, i signes de puntuació.

### Adequació
L'adequació és la propietat d'adaptar el missatge a la situació, mitjançant el registre.
Registre: Variant estilística que s'adapta a diferents situacions de comunicació.
- Culte: El més curós de tots. Molta precisió lèxica. Correcció gramatical. S'utilitza en poesia i ciències.
- Estàndard: El normal. S'utilitza a la premsa, relacions interpersonals i en llenguatge col·loquial.
- Vulgar: Ús més descuidat de la norma lingüística, pobresa de vocabulari, ús de paraules inapropiades, pronunciació deficient, etc.

## Tipus de text
Els textos es divideixen segons el tipus de llenguatge emprat, la modalitat textual i el tipus de públic al qual van dirigits, que condiciona per exemple el registre o grau de formalitat i la selecció de conceptes.
Segons el llenguatge, un text pot ser:
- Periodístic.
- Literari, si usa les convencions d'estil i la doble figuració de la literatura.
- Científic, si apareixen tecnicismes i mots monosèmics.
- Administratiu o jurídic, amb abundància d'abreviatures i fórmules lexicalitzades provinents del dret.
- Publicitari.

Segons la modalitat, un text pot ser:
- Text descriptiu
- Text narratiu
- Text expositiu o divulgatiu (que inclou l'instructiu).
- Text argumentatiu
- Text explicatiu
- Text predictiu
- Text teatral